# Darnoides limbata
Darnoides limbata är en insektsart som beskrevs av Leon Fairmaire. Darnoides limbata ingår i släktet Darnoides och familjen hornstritar. Inga underarter finns listade i Catalogue of Life.